# Theódoros Katsanévas
Theódoros Katsanévas (grec moderne : Θεόδωρος Κατσανέβας), né le 13 mars 1947 à Athènes et mort dans la même ville le 8 mai 2021, est un homme politique et universitaire grec. Il a été membre du parlement grec de 1989 à 2004, sous l'étiquette PASOK.

## Biographie
Theódoros Katsanévas est diplômé en économie de l'université du Pirée, il a obtenu un mastère de l'université de Warwick en Angleterre et un doctorat en économie du travail de la London School of Economics. Il est professeur d'économie du travail à l'université du Pirée. Il a pris part à la résistance contre la Dictature des colonels, et a été parmi les fondateurs du PASOK.
En 1981, il était parmi les rédacteurs du programme du gouvernement Andréas Papandréou I. Il est ensuite nommé à l'Agence d'État pour l'emploi, puis passe à l'Institut de la sécurité sociale en 1985. En 1989 et jusqu'en 2004, il a été élu dans le deuxième arrondissement de Athènes pour le PASOK.
Il est marié à la fille d'Andréas Papandréou (1919-1996). Ce dernier, dans son testament, l'accuse d'être une « honte pour la famille » (όνειδος της οικογένειας),,,,,,, ainsi que de chercher à profiter de son héritage politique et de celui de son fils Geórgios, deux anciens premiers ministres grecs,,.
En 1998, le journaliste Spýros Karatzaféris (el) publie dans le journal όνειδος une photo de Katsanévas avec la légende « honte ». En 2003, ce journaliste est condamné pour diffamation par un tribunal à Athènes à indemniser Katsanévas de 10 millions de drachmes (environ 30 000 euros). En février 2014, Katsanévas intente une poursuite judiciaire, en demandant une compensation de 200 000 euros et une peine d'un an de prison, contre l'un des contributeurs de la Wikipédia en grec, cette dernière rapportant cette information dans ses pages. En effet, Katsanévas croit que Diu, un administrateur, a ajouté l'information dans el:Θεόδωρος Κατσανέβας. Il poursuit en même temps l'association ELLAK (aussi appelée GFOSS (en)) qui promeut le libre/open source, croyant qu'elle est responsable du contenu de cette Wikipédia,.
Le 1er mai 2013, Katsanévas fonde Drachme Mouvement démocratique grecque cinq étoiles (en) (ΔΡΑΧΜΗ, Ελληνική Δημοκρατική Κίνηση Πέντε Αστέρων), en s'inspirant du Mouvement 5 étoiles en Italie.

## Décès
Il meurt le 8 mai 2021 de la COVID-19 à l'âge de 74 ans à Athènes durant la pandémie de Covid-19 en Grèce.